# تماشاخانه نیم

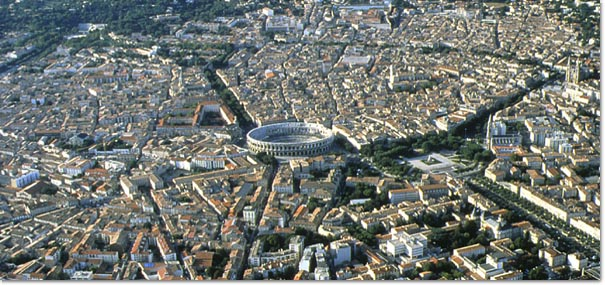
چشم‌انداز هوایی نیم و بنای تماشاخانه نیم در مرکز آن

تماشاخانه نیم یا آره‌نای نیم (به انگلیسی: Arena of Nîmes)، (به فرانسوی: Arènes de Nîmes)، یک تماشاخانه رومی است که در شهر نیم در جنوب فرانسه جای گرفته‌است. این تماشاخانه که در سال ۷۰ میلادی ساخته شده‌است، در سال ۱۸۶۳ میلادی برای نمایش‌های گاوبازی بازطراحی و بازسازی شد. تماشاخانه نیم جایگاه برگزاری رویداد دوسالانه گاوبازی فری دنیم و همچنین دیگر رویدادهای همگانی است.
این بنا را یک فضای میانی هاگسان (بیضی) با ۱۳۳ متر درازا و ۱۰۱ متر پهنا فرا گرفته‌است و دورتادور آن ۳۴ ردیف صندلی جای گرفته که با سازه طاق‌وار پشتیبانی می‌شوند. این بنا گنجایشی برابر ۲۴ هزار تماشاچی را دارد و از سال ۱۹۸۹ مجهز به یک پوشش جابجاشونده و سامانه گرمایشی شده‌است.

## نگارخانه

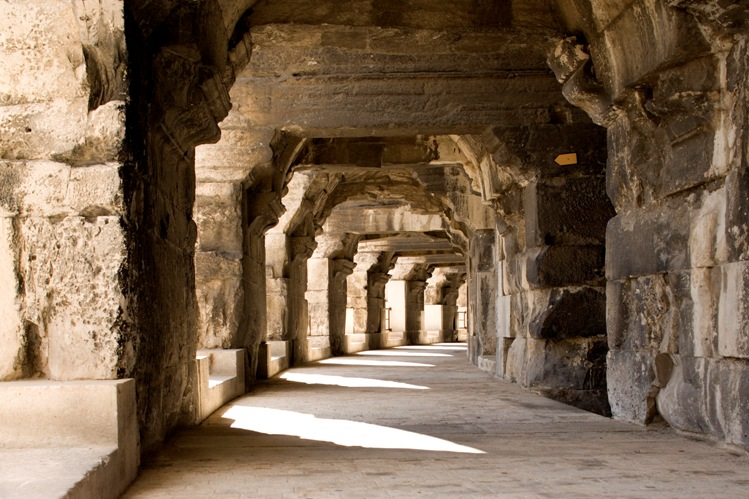
نمای درونی دالان‌ها
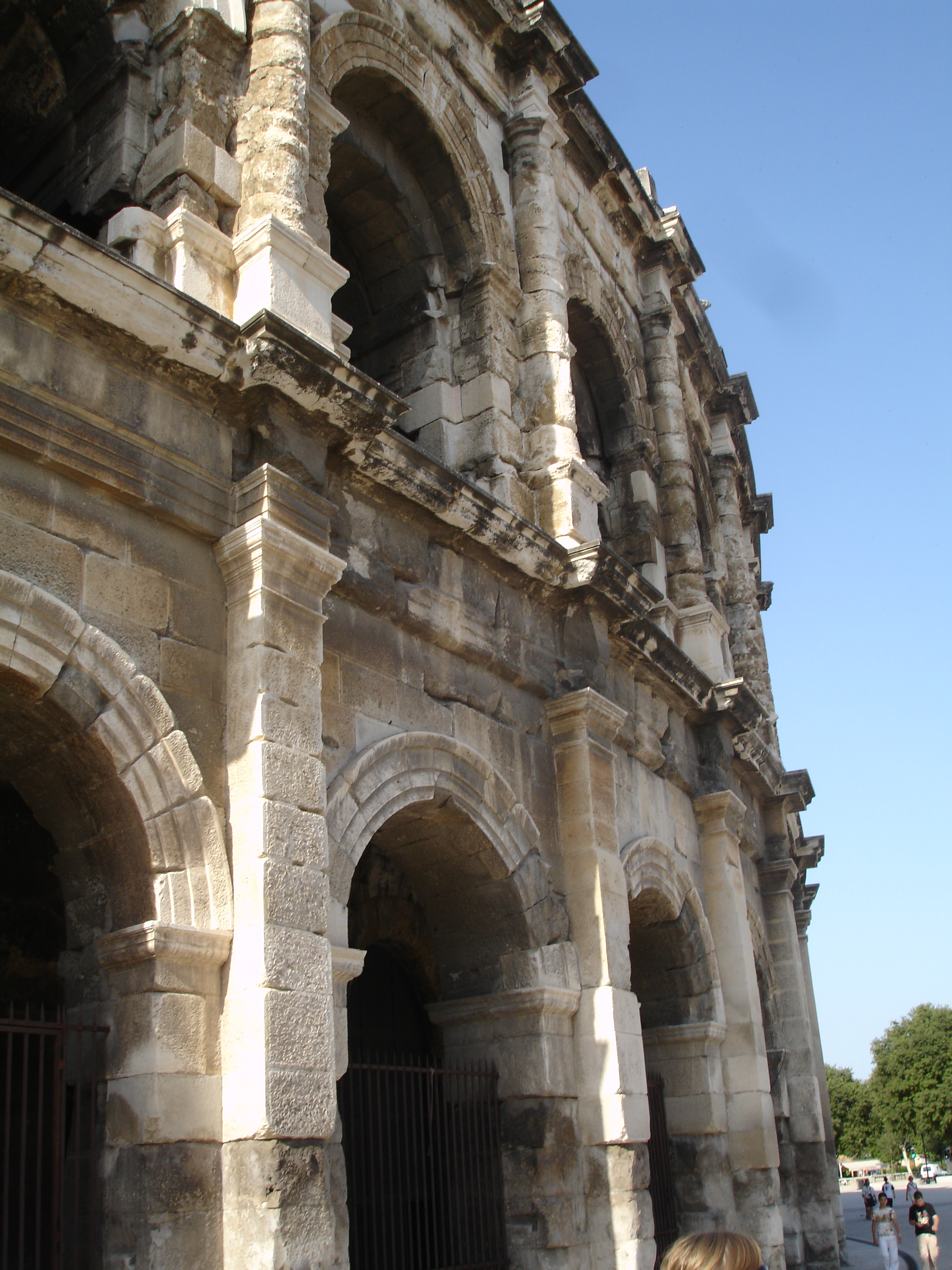
نمای بیرونی
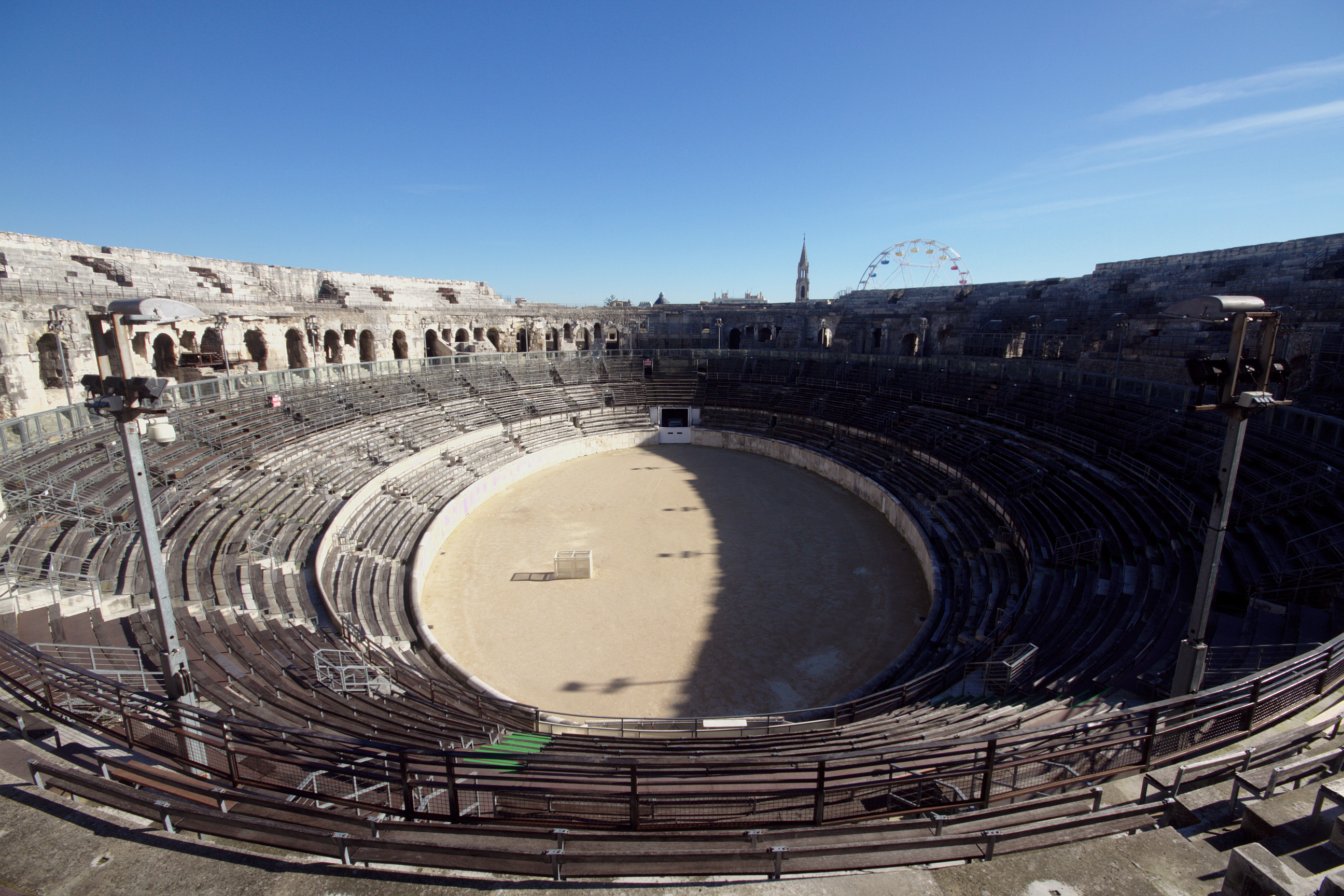
نمای درونی تماشاخانه نیم
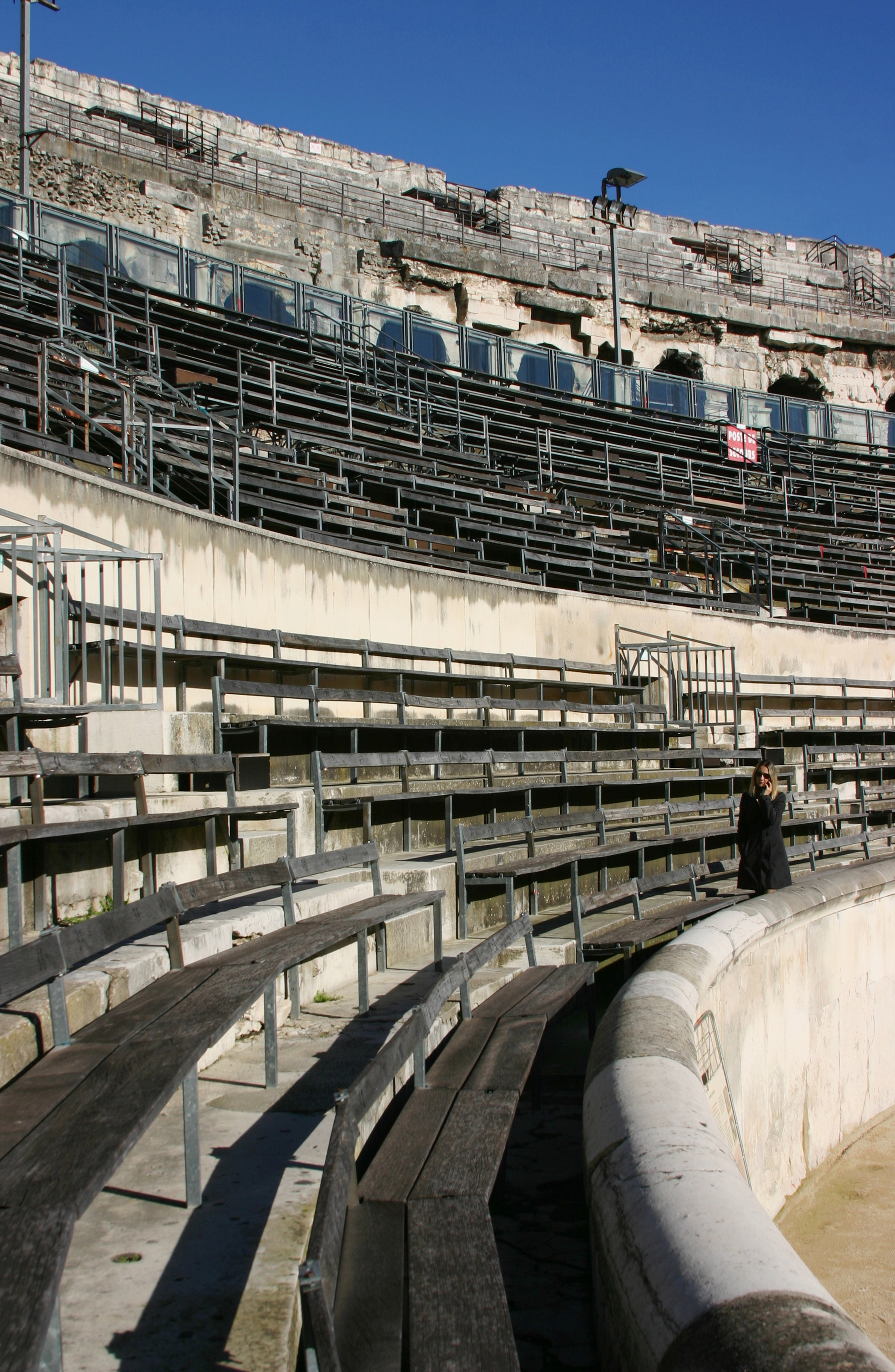
سکوها و نیمکت‌ها